# علي أمين سيالة
علي أمين سيالة (مواليد طرابلس، 1863 م) عالم دين مسلم، له دور مهم في الحركة العلمية والثقافية بليبيا. اشتغل بالتعليم والقضاء، وله عدد من المؤلفات. توفي بطرابلس سنة 1957 م، ودفن بها في مقبرة سيدي منيذر.

## سيرته
بدأ حياته في صنعة الحياكة ونسج الثياب على عادة سكان طرابلس آنذاك، ولمّا كان سكنه قريبًا من الزاوية القادرية بجوار جامع الناقة فإنه كان يداوم على حضور الدروس والمجالس بها، أخذ العلوم الإسلامية عن كبار علماء طرابلس منهم: الشيخ محمد كامل بن مصطفى، والشيخ البشير الهوني، والشيخ الأمين العالم، والشيخ نصر القمي، وغيرهم، ولم يكن الشيخ راضيًا عن سلوك بعض الأفراد الذين يسيؤون إلى التصوف بحسب رأيه، فعندما استلم مشيخة الطريقة القادرية سعى إلى اتخاذ منهج إصلاحي مطالبًا تلاميذه أن يتمسكوا بالكتاب والسنة، كما كان يحثهم على معرفة أصول الدين والعقائد والفقه.
كما اشتهر سيالة بنظم الشعر خاصةً التي تتناول مدح رسول الإسلام محمد بن عبد الله، وقد قام الشيخ أحمد بن حمادي بتشطير بعض منه في كتابه (حادي العقول إلى بلوغ المأمول).

## مؤلفاته
- الدروس الأساسية للناشئة الإسلامية (ثلاثة أجزاء)، قرّظ له المشائخ: إبراهيم باكير، عبد السلام الزنتاني، حسن بن أحمد العالم عبد النور.
- الدرر البواسم في خطب المواسم.
- عقيدة الأكابر.
- التحفة القادرية (مخطوطة بمكتبة الأوقاف بطرابلس).
- ريحانة الأرواح في مولد خير الملاح.